# Ametller
|  | Per a altres significats, vegeu «Ametller (desambiguació)». |

L'ametller o ametler (Prunus amygdalus, Prunus dulcis o Amygdalus communis) és un arbre de fulla caducifòlia. Pertany a la família de les rosàcies, que és una de les més evolucionades i nombrosa en espècies. És principalment cultivat per les ametlles, encara que cal tenir cura a diferenciar-ne l'ametller dolç, Prunus dulcis var. dulcis, que es conrea des de fa mil·lennis per aprofitar les seves llavors, les ametlles, com a aliment i com a matèria primera per obtenir el seu oli, de l'amarg, Prunus dulcis var. amara, ja què aquest produeix llavors que no poden ser consumides pel seu contingut en amigdalina, una substància tòxica d'ús farmacològic.

## Història
L'ametller va començar a ser cultivat a Pèrsia, Síria i Palestina. En les llegendes de la Bíblia, el patriarca Abraham utilitzava vares d'ametller per construir corrals on tancava els seus nombrosos ramats i el cèlebre bastó d'Aaró era una branca del referit arbre. A la Bíblia l'ametller simbolitza la vigilància i el bon fruit, per això apareix entre els que selecciona Aaró i està present a Paradís terrenal. Per aquest motiu sovint envolta les pintures de Jesús infant (el fruit de la Verge) o a la seva mare.
Els grecs varen ser els difusors d'aquesta espècie vegetal arreu de la Mediterrània. A finals del segle xviii uns missioners franciscans, amb fray Juníper Serra (natural de Petra) al capdavant, va portar ametlles a Amèrica i els va plantar en la regió californiana de San Diego.

## A la mitologia grega
A la mitologia grega una ametlla d'un ametller, que va germinar a partir dels genitals tallats d'Agdistis, va deixar embarassada a la nimfa Nana. Fruit d'aquest embaràs va néixer Atis, que més tard fou pàredre de Cíbele.

## Etimologia
Ametller deriva d'ametlla, la qual prové del llatí amygdăla, a través d'una forma llatina vulgar amyndŭla. Segons P. Aebischer, el procés d'aquest mot hauria estat: amyndŭla > amenla > amel·la o ametla > ametlla. El seu nom científic prové del llatí prunus que significa cirerer silvestre i amygdala. Els epítets de les principals varietats són dulcis, és a dir, dolç en llatí, referent a que el seu fruit és comestible o amarus, amarg en llatí, referent a les varietats no comestibles que a més tenen aquest gust.

## Nomenclatura científica
Prunus amygdalus Batsch és el nom científic actual de l'ametller que pertany a la família Rosaceae. Alguns dels sinònims del seu nom científic són Prunus dulcis (Mill.) D.A.Webb i Amygdalus communis L.

## Descripció
El Prunus dulcis és un arbre caducifoli de copa densa i arrodonida que pot arribar a mesurar fins a 10 m d'alçada, pero generalment es mante entre els 5-8 m, i és més baix mitjançant poda. El seu tronc sol tenir una certa inclinació i l'escorça és de color cendra i amb l'edat agafa textures cada cop més rugoses. L'escorça de les branquetes joves és verda, es torna violàcia on rep la llum solar directa; a partir del segon any es torna gris, i es va enfosquint progressivament. Floreix entre els mesos de gener i abril i dona el seu fruit entre els mesos d'agost i octubre.

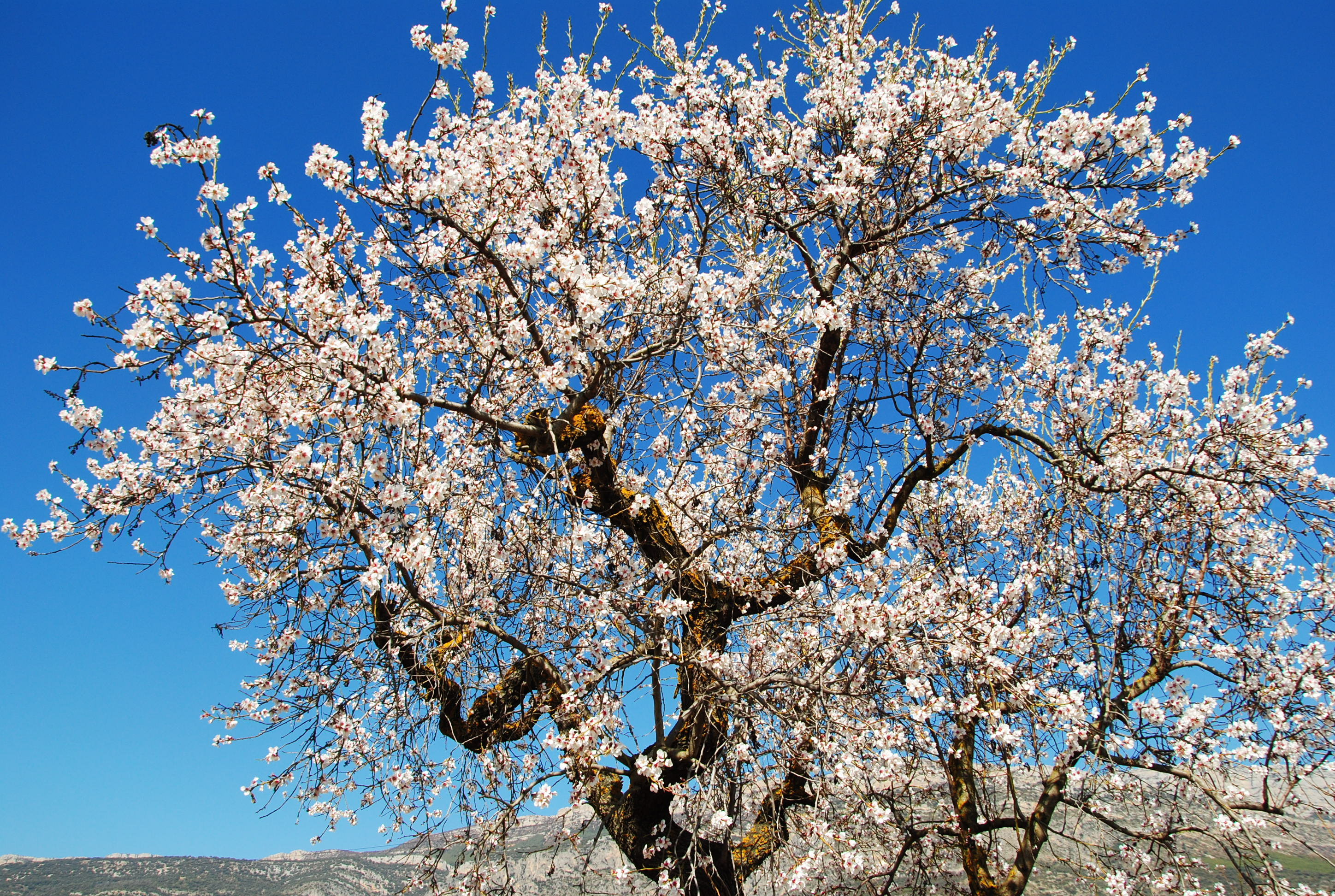
Ametller al Montsec

### Arrel
L'ametller té una rel axonomorfa amb un eix principal més desenvolupat que els laterals, en sistema radial, poc ramificada, ben aferrada al sòl i de color groc grisenc quan és jove.

### Tronc
La tija és llenyosa i de ramificació simpòdica, és a dir, que del tronc principal en surten diferents branques divergents; és llisa, verda i marró quan és jove i escamosa i gris en l'arbre adult.

### Fulla
Les seves fulles són simples, lanceolades, amb una base atenuada, un àpex acuminat i per tant, marcadament punxegut. El limbe mesura entre 5 i 12 cm de llarg, amb un pecíol de 2,5 cm. Els seus marges són lleugerament serrats i mancats de pèls;tenen una textura coriàcia, una nervadura pennada, són llises de color verd (varíen entre el clar i l'intens).

### Flor (Òrgans reproductors)

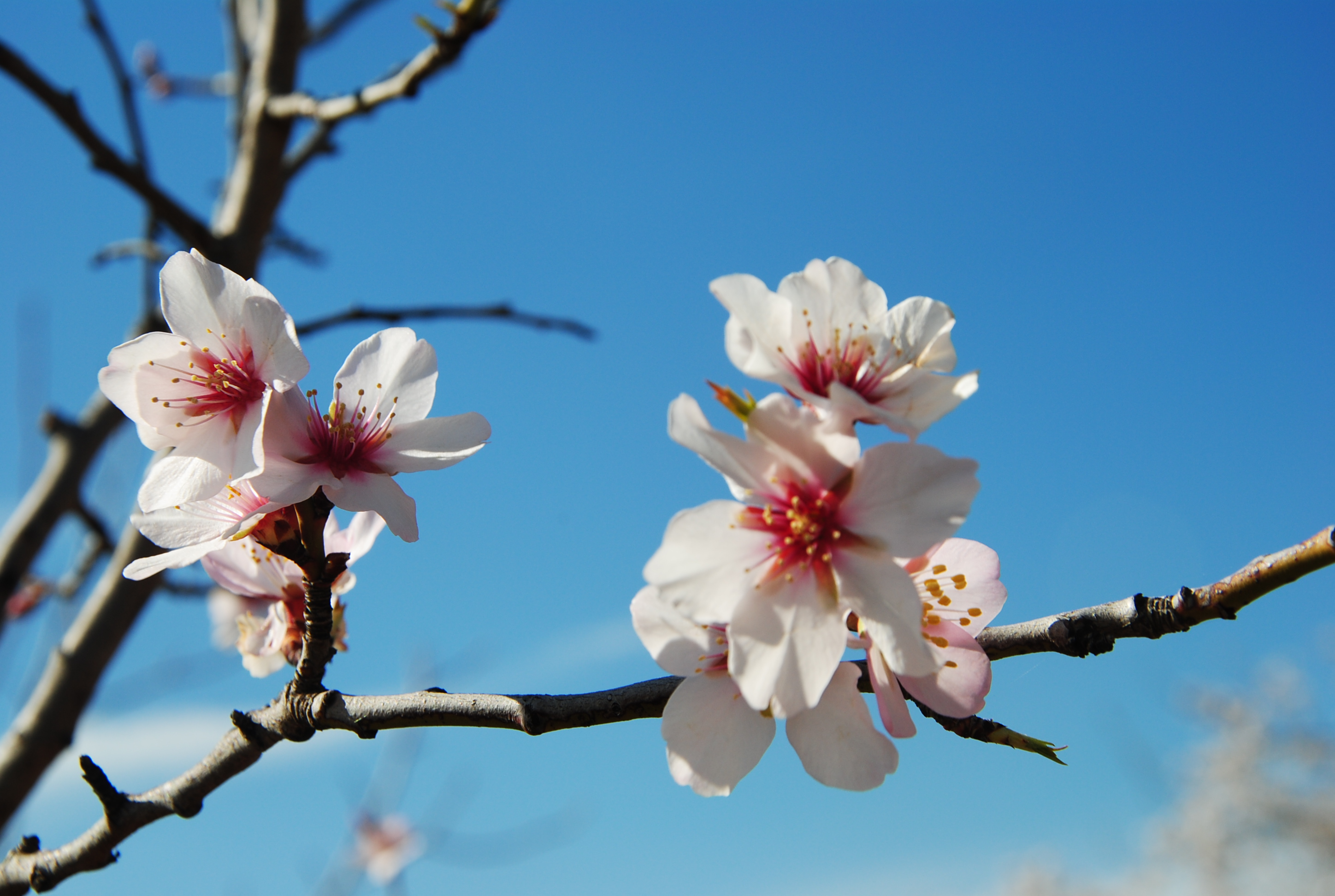
Flor de l'ametller

Les oloroses flors del Prunus dulcis són hermafrodites això significa que presenten androceu i gineceu en la mateixa flor i en el mateix individu. Tenen un pedicel molt curt i nombrosses bractees vermelleses o negroses. La seva inflorescència és racemosa en forma de raïm, les flors pedicel·lades es disposen al llarg d'un eix. Són flors que presenten les peces homòlogues, al mateix nivell de l'eix floral, amb dos plans de simetria i amb el calze i la corol·la ben diferenciats, per tant, són flors cícliques actinomorfes i heteroclamídies. Tenen un periant força desenvolupat que consta del calze i la corol·la. El calze, sinsèpal, està format per cinc sèpals vermellosos soldats entre si; la corol·la, dialipètala, té els cinc pètals lliures iguals entre si, disposats simètricament de manera molt regular, de color blanc o d'un rosa pàl·lid i estan soldats només per la base, és a dir, és de tipus rotàcia. Tota la flor es troba al voltant d'un receptacle còncau i obert anomenat hipant. Aquestes generalment apareixen a finals d'hivern abans de la foliació.
En les flors de l'ametller el nombre d'estams és elevat, entre 15 i 30, disposats en diversos grups i sense estar soldats entre ells: són estams poliadelfs i lliures. Aquests se situen de manera irregular enfront dels pètals i els sèpals, i no sobresurten respecte de la corol·la, són estams inclusos.
El gineceu en aquest cas es troba format per un únic carpel lliure situat dins l'hipant i recobert d'una vellositat blanquejada. A l'interior d'aquest trobem una cavitat tancada anomenada ovari situada per sobre de la resta de les peces florals. Per tant, direm que la flor de l'ametller és monocarpel·lar i amb l'ovari en posició súper. A més, també és perígina perquè té els sèpals, els pètals i els estams distribuïts al voltant del gineceu. La seva placentació és marginal, és a dir, els primordis seminals s'insereixen als marges.

### Fruit

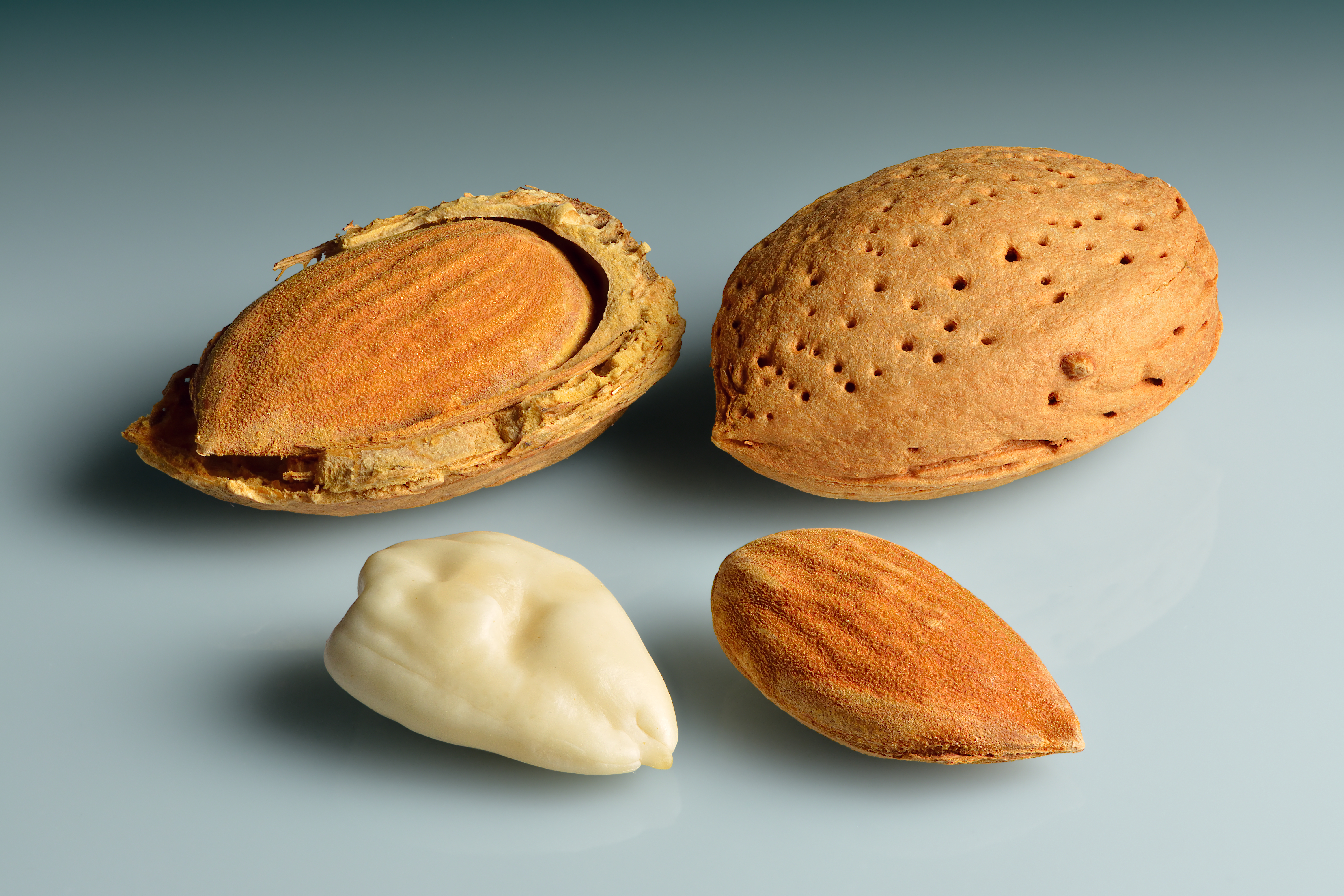
Ametlles

El fruit de l'ametller és l'ametlla. La mida és de 4 cm i fructifica a finals d'estiu. El procés de maduració de les ametlles es porta a terme a la primavera, entre 7 i 8 mesos després de florir. Durant l'estiu la beina s'asseca i s'obre, finalment, la seva recol·lecció es produeix entre els mesos d'agost i setembre.
Pel que fa als fruits són simples, ja que provienen d'un gineceu 
monocarpel·lar. Si comparem el fruit de l'ametller, que és una drupa ovada i tomentosa (coberta de pèls), amb el d'altres arbres fruiters que són classificats al mateix gènere Prunus (com la prunera, el cirerer, l'albercoquer i el presseguer) podem veure la semblança entre l'ametlla i els pinyols de la pruna, la cirera, l'albercoc i el préssec. La diferència és que el mesocarpi, que en aquestes fruites constitueix la part carnosa que es menja, en l'ametller és una mena de pell que es va ressecant durant la maduració i s'obre alliberant el pinyol amb la llavor dins, és a dir l'ametlla, que serà la part comestible en aquest cas. L'ametlla té l'endocarpi petri que és de color marró vermellós quan la llavor està ben madura i l'obertura del fruit no és d'una forma determinada, és indehiscent. Els pinyols del Prunus dulcis també són molt més petits, proporcionalment, però això en bona part és degut a la selecció artificial per augmentar el volum de la part aprofitable, que ha buscat d'augmentar la mida de les ametlles i reduir la dels pinyols dels altres fruiters. D'aquests fruits, el que més s'assembla al de l'ametller és l'albercoc, que no s'obre sol però que es pot obrir amb molta facilitat per una sutura molt visible i separar-ne el piñol.

## Requeriments edafoclimàtics
És una espècie fruitera de zones temperades. A diferència d'altres espècies de Prunus, presenta requeriments de fred relativament baixos per a una adequada ruptura de la dormició i inici de la nova estació de creixement, la temperatura mínima absoluta que resisteix és de -15 a -6°C. Aquests requeriments varien entre 200 i 500 hores de fred, segons les varietats cultivades. L'ametller és molt susceptible a les gelades primaverals, per la qual cosa es beneficia amb hiverns ben definits. La majoria dels ametllers es conreen en secà, sobre sòls solts amb textura mig disgregada i sorrenca. El seu índex d'humitat és de 0,25 a 0,50 i el de pluviositat és de 225 a 450 P, és a dir, té sequedat mitjana. Pot estar a plena exposició de llum solar, però no és resistent a forts vents.

## Condicions ambientals
En cas de proximitat al mar pot resistir a la 2a línia. Resisteix la contaminació urbana, però no la industrial. La seva altitud idònia d'aplicació és de 200 a 600 m.

## Característiques ecofisiològiques
El seu pH idoni per a terra és el bàsic (7'5 a 8'5), no tolera la sal, en canvi, la calsi. És pobre en humus. Té una ràpida velocitat de creixement. Se sol reproduir per llavor o empelt, la seva època de trasplantament és la tardor i té alta dificultat. Les malalties i plagues que pot ocasionar són insectes, fongs i bacteris.

## Nutrició
El fruit de l'ametller és l'ametlla, és a dir, la llavor. Conté un 2,3% d'hidrats de carboni, un 5,7% d'aigua, un 15,2% de cel·lulosa, un 18,7% de proteïnes i un 58,1% de greixos. També és rica en vitamina B, D i minerals com el ferro, el magnesi, el calci, el fòsfor, el potassi i el zinc. Les dues varietats d'ametlles, tant l'amargant com la dolça, contenen el glucòsid amigdalina, que fa molt mal gust. Ambdues contenen ferments anomenats emulsina, que poden descompondre l'amigdalina i sintetitzar àcid cianhídric.
S'ha de tenir en compte que l'ametlla dolça conté sucres i, per tant, els diabètics i aquelles persones que prenen drogues o segons quins medicaments que modifiquen la quantitat de sucre han de vigilar la quantitat d'ametlla que prenen. Pel mateix fet, s'ha de tenir en compte que tenen un alt valor energètic, i poden produir un augment de pes (cada 100g d'ametlla conté uns 2160J).

## Usos

### Gastronomia

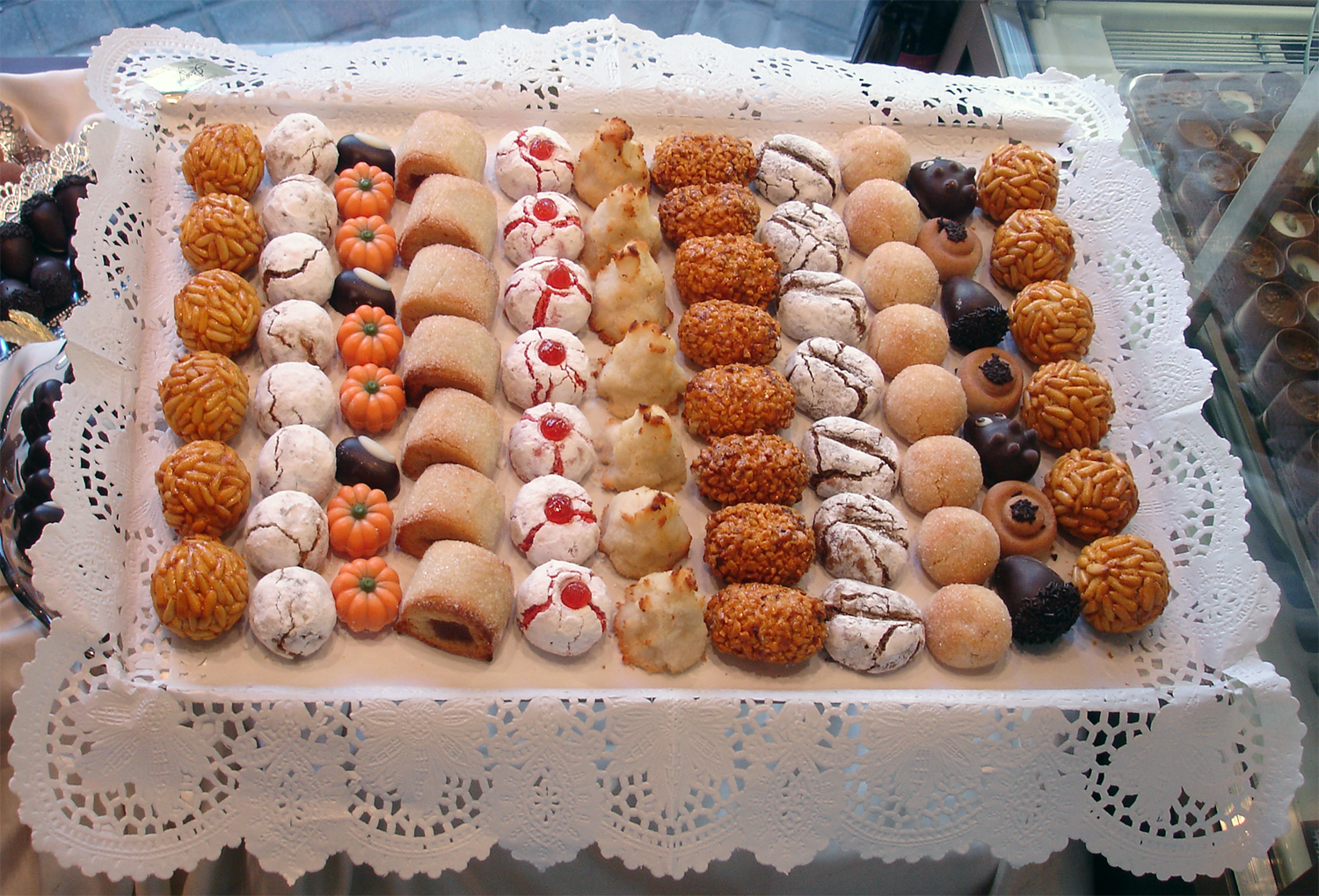
Panellets

Amb l'ametlla picada es fan salses: romesco, salvitxada o salsa pels calçots, xató, salsa mossona, salsa balandra, salsa de nadal, etc. i s'usa com ingredient de les picades en molts plats i estofats. Les ametlles crues també es poden afegir senceres en alguns plats de carns a la cassola.
S'utilitzen per a les postres de músic. Les ametlles crues dolces pastades amb sucre formen el massapà i el torró, típiques postres de Nadal. Si trossejam les ametlles amb sucre formant una massa homogènia a la qual se li va afegint aigua i posteriorment colant el liquid, es crea l'orxata d'ametlles. Són bàsiques a les tortades, amargos, carquinyolis, panellets, menjar blanc i altres dolços.
Se'n poden fer licors, per exemple l'amaretto, sintetitzat a partir d'ametlles amargues, o orxata d'amelles. La llet d'ametlles es pot usar per substituir la llet de vaca, ja que també és molt rica en calci.

### Usos culturals
Segons algunes cultures populars, es pot utilitzar com a aliment afrodisíac.

### Salut
Des d'antic s'han utilitzat diferents parts de la planta com a antitussigen, hipotensor i hepatoprotector, entre d'altres. Les seves propietats principals són les d'emol·lient dermatològic, laxant, antiinflamatori, cicatritzant i antiespasmòdic (oli de la variant amara). La llet i l'oli d'atmetlles també s'ha usat, com a aplicació externa, per a la cura de la pell.
En medicina l'oli d'ametlles s'usa per al tractament de dermatitis, psoriasis, pells seques, cremades superficials i per l'estrenyiment. L'oli de la variant amargant és antiespasmòdic a petites dosis, però sempre haurà de ser obtingut sota prescripció mèdica degut a la toxicitat de la planta. A més la llet d'ametlles (del Prunus amygdalus) té una aplicació dietètica pel seu alt contingut en nutrients.

### Paisatgístic

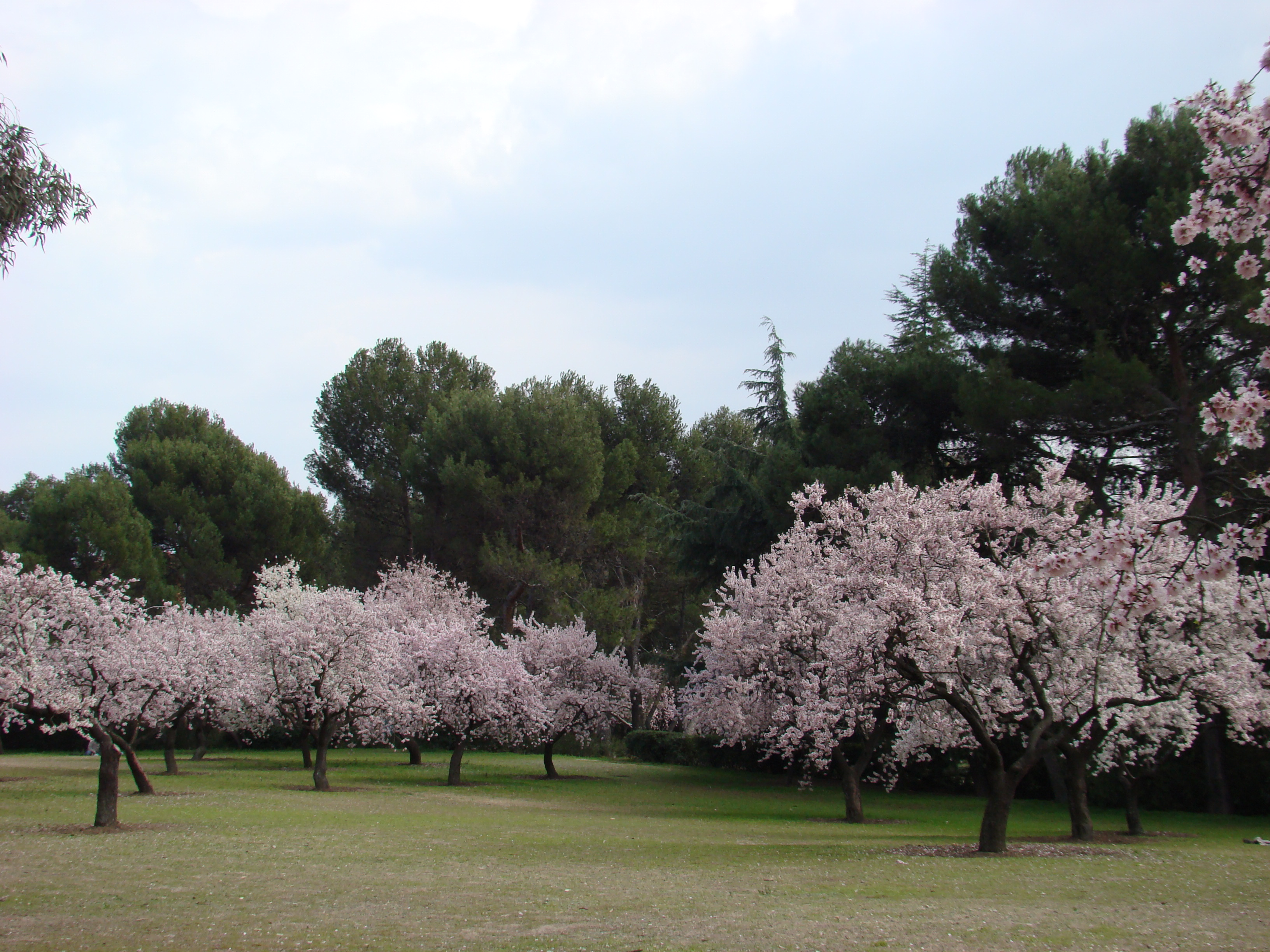
Ametllers en flor

No s'utilitza tradicionalment a jardins i parcs públics. D'altra banda, si sol ser més utilitzat en jardins privats, en els quals funciona molt bé degut a que és de port petit. El principal atractiu paisatgístic que presenta té a veure amb les flors, ja que floreix en gran quantitat en unes condiciones óptimes i són de color blanc amb tocs rosats. A més de tenir aquest interés estètic, les seves flors també son fragants i apareixen a la sortida d'hivern, en una època de l'any on hi ha poques espècies en flor.
Pel que fa a les dues varietats existents, tots dos presenten les mateixes característiques visuals i olfactives, per la qual cosa no és rellevant si s'usen exemplars de la varietat dolça o amarga.

## Possibles al·lèrgies, toxicitat o altres efectes negatius
Hi ha una variant d'aquesta espècie anomenada amara, les ametlles de la qual són amargues i tòxiques pel seu elevat contingut en heteròsids cianogenètics, és a dir, àcid cianhídric (un mil·ligram per ametlla). El fruit de l'espècie de l'ametller, Prunus dulcis var. dulcis, és predominantment dolç, però unes poques ametlles amargants es poden trobar en cada arbre.
Els fruits de la varietat amara de l'espècie Prunus dulcis són sempre amargants. L'ametlla amargant és lleugerament més ampla i curta que la de l'ametlla dolça i conté la meitat de l'oli fixat de les ametlles dolces. També conté l'enzim emulsina, el qual en presència d'aigua, actua com un glucòsid soluble anomenat amigdalina que dona glucosa, cianur i oli essencial d'ametlles amargants el qual és benzaldehid pràcticament pur. Les ametlles amargants proporcionen de 4–9 mg de cianur d'hidrogen per cada ametlla. L'extracte de les ametlles amargants s'havia usat com a medicinal però fins i tot en dosis baixes els efectes són severs i en grans dosis poden ser mortals. La intoxicació es dona per la ingesta de 25-30 ametlles amargues i produeix nàusees, vòmits, hipotèrmia, asfíxia, etc. En els casos més greus pot arribar a produir la mort, sobretot en la població infantil. Altres ametlles amargues, però, no són tòxiques i s'usen sovint a la gastronomia, en especial per a postres i licors.
Les al·lèrgies a l'ametlla són bastant freqüents, i causen inflamació del llavi, rostre i fins i tot pot arribar a tancar la gargamella.

## Ecologia

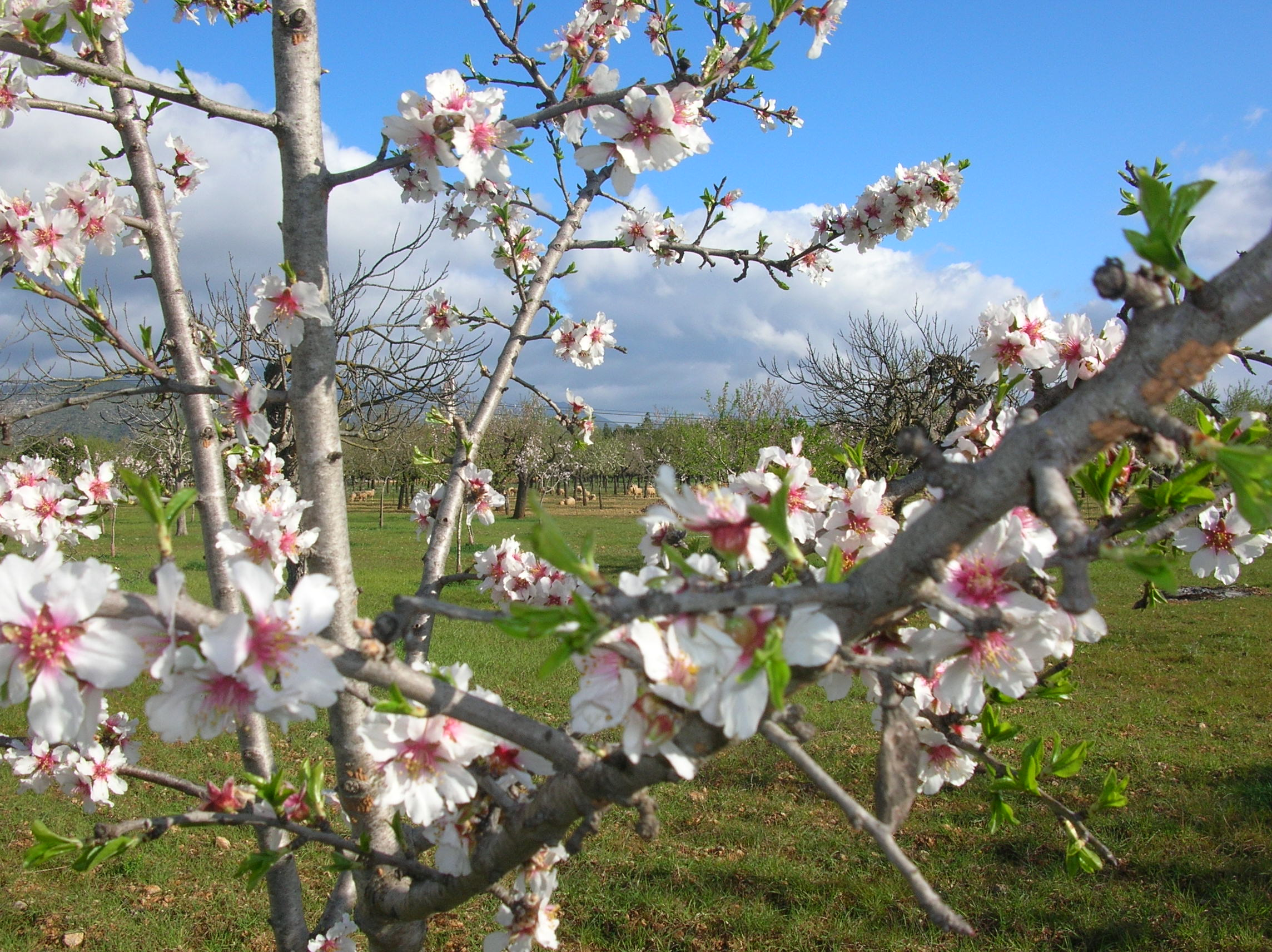
Ametlers florits en el municipi de Lloseta (Mallorca)

L'ametller és originari de l'Oest d'Àsia i nord-est d'Àfrica, on es cultiva de forma silvestre. Tot i així, avui dia es troba a tota l'àrea mediterrània prolongada fins a l'Iran, a Amèrica del nord i a l'extrem Orient.
A Catalunya es cultiva al Camp de Tarragona i a les Terres de l'Ebre. També es pot trobar a part del País Valencià, a les Illes Balears, a Múrcia i a les províncies espanyoles de Granada i Almeria.

## Propagació
Es multiplica normalment per empelt sobre patrons d'algunes varietats d'ametller (Garrigues) o sobre híbrids de presseguer × ametller (GF677 i altres), l'ús com a patró de l'ametller amarg ha caigut en desús, encara que va ser utilitzat durant molts anys per ser més resistent a la sequera i als terres calcaris.
Actualment també s'utilitzen els híbrida entre presseguer i ametller.
Les varietats que es cultiven avui dia solen ser autofèrtils, és a dir, que un mateix individu es pot pol·linitzar a ell mateix. Per això, ja no es fa necessària la presència de dues varietats diferents a les explotacions.

## Cultiu
Tot i així, l'ametller generalment és un arbre al qual afavoreix el ple Sol i els terres calcaris i profunds poc premsats i amb bon drenatge, és a dir, més bé sorrencs. El seu índex de rusticitat i sequera es troba sobre un 7-9. També pot resistir glaçades però si aquestes es produeixen de manera sovint pot acabar afectant a la floració i a la posterior producció d'ametlles.

## Plagues i malalties
Entre les plagues per insectes es troben:
- L'Erugueta de l'ametller Aglaope infausta L., que s'alimenta de les fulles més joves.
- Monosteira unicostata
- Malacosoma neustria L., que s'alimenta de les fulles joves, a més dels brots i dels rovells.
- Corc de l'ametller (Scolytus amydali Guérin), Scolytus mali B., que fan forats i galeries dins l'escorça.
- Anthonomus amygdali Hust, és un coleòpter) que ataca els centres de les flors.
- així com les "cotxinilles".

Entre els fongs els més importants són l'Armillaria, el corineu, el xancre de les drupàcies i la moniliosi.

## Producció a Espanya
L'ametller es cultiva a Espanya des de fa més de 2000 anys, probablement introduït pels fenicis i posteriorment propagat pels romans, ja que tots dos ho van fer motiu de comerç, com s'ha comprovat per les restes trobades en naus enfonsades. El seu cultiu es va establir al principi a les zones costaneres, on continua predominant, però també s'ha introduït cap a l'interior i fins i tot a les zones del nord, on el clima no és gaire favorable.
La producció a Espanya es concentra a les Comunitats del litoral mediterrani: Catalunya, Comunitat Valenciana, Balears (Mallorca), Andalusia i Aragó. Espanya, com a país productor, també és un gran consumidor d'ametlla, ja sigui com a aperitiu, com a ingredient oa la tradicional indústria del torró, massapà i pastisseria. L'ametller és un arbre molt robust que a la conca mediterrània pot viure entre 60 i 80 anys.
Actualment, a Espanya n'hi ha més de cent varietats, però són cinc els tipus comercials definits i seleccionats entre les varietats de més qualitat, que són Marcona, Llargueta, Planeta, Comunas o València i Mallorca. D'aquestes varietats, les natives espanyoles són Marcona, Largueta i Planeta.

## Varietats
N'hi ha més de cinquanta. Entre les de floració primerenca, les més conegudes són: Desmai llargueta, Marcona Garrigues, Vivot i Pou de Felanitx. De florida tardana destaquen, entre d'altres: Cristo morto, Texas, Ferragnes, Ferraduel, Pou, Masbovera, Glorieta i Francolí. I d'entre les de floració tardana i de pol·len autocompatible, la Guara.

### Varietats cultivades
- Atocha: varietat espanyola molt productiva i amb ametlla de qualitat;
- Ayles: varietat de floració tardana i maduració de mitja estació;
- Comuna: varietat espanyola. És el resultat de la barreja entre altres classes ametlles com la pròpia marcona, la Cristomorto, Ferranduel i Ferragnes. Autofèrtil i de floració tardana;[29][31]
- Cristomorto: varietat italiana de floració tardana i maduració mitjana;
- Desmayo Largueta: varietat espanyola precoç, de fruits allargats i plans;
- Desmayo rojo: varietat espanyola de floració primerenca;
- Ferraduel: varietat francesa de floració tardana, molt productiva;
- Ferragnès: varietat francesa molt vigorosa i productiva de floració tardana;
- Garrigues: varietat molt vigorosa. Fruit petit arrodonit i llavor petita;
- Guara: varietat de floració tardana i maduració primerenca; autofèrtil;
- Marcona: de floració tardana, utilitzada per a indústria per la forma regular del seu fruit;
- Mollar: varietat de closca tova;
- Moncayo: varietat de floració tardana;
- Nonpareil: varietat de floració semiprecoç;
- Planeta: varietat espanyola de floració primerenca i perllongada;
- Tuono: varietat italiana de floració tardana.

### Varietats cultivades als Països Catalans
Els ametllers son presents a Catalunya com a cultiu d'importància desde l'antiguitat, però sempre s'havien cultivat les dues mateixes varietats: la Esperança i la Mollar. A partir del 1887 es van començar a plantar noves varietats, sent les més típiques l'ametller comú, la Planeta, la Llargueta, la Marcona gran i la Marcona petita.

## Galeria d'imatges

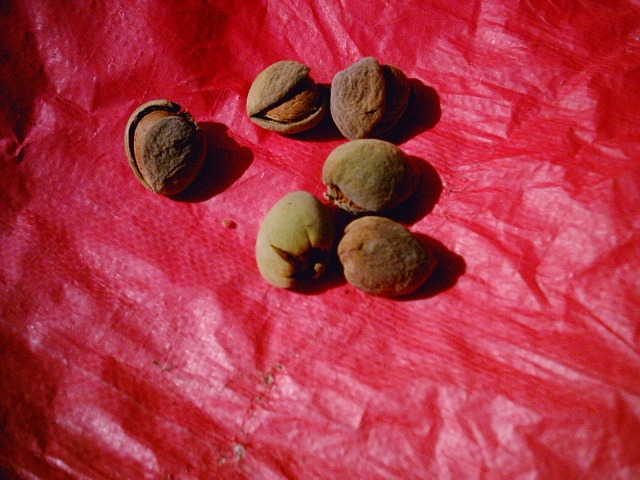
Les ametlles ja han estat collides
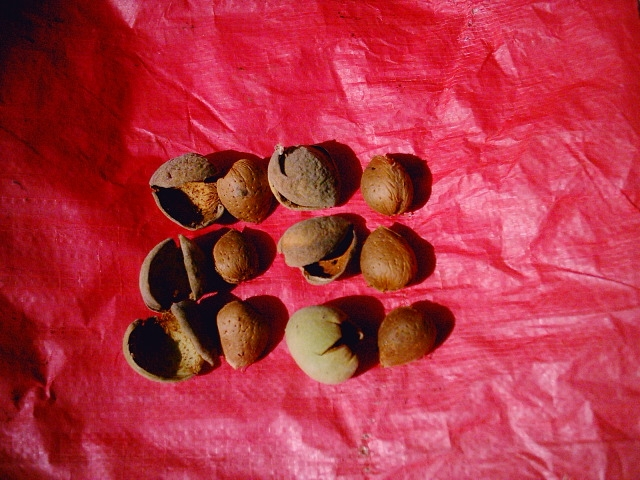
Ametlles sense l'epicarpi, ni mesocarpi
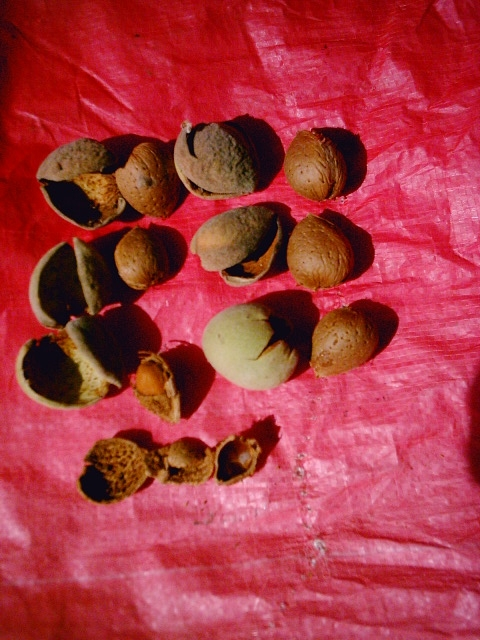
Endocarpi de l'ametlla
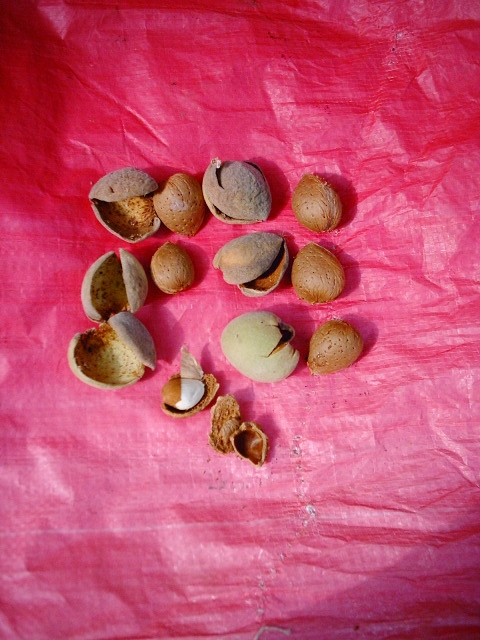
Bessó de l'ametlla
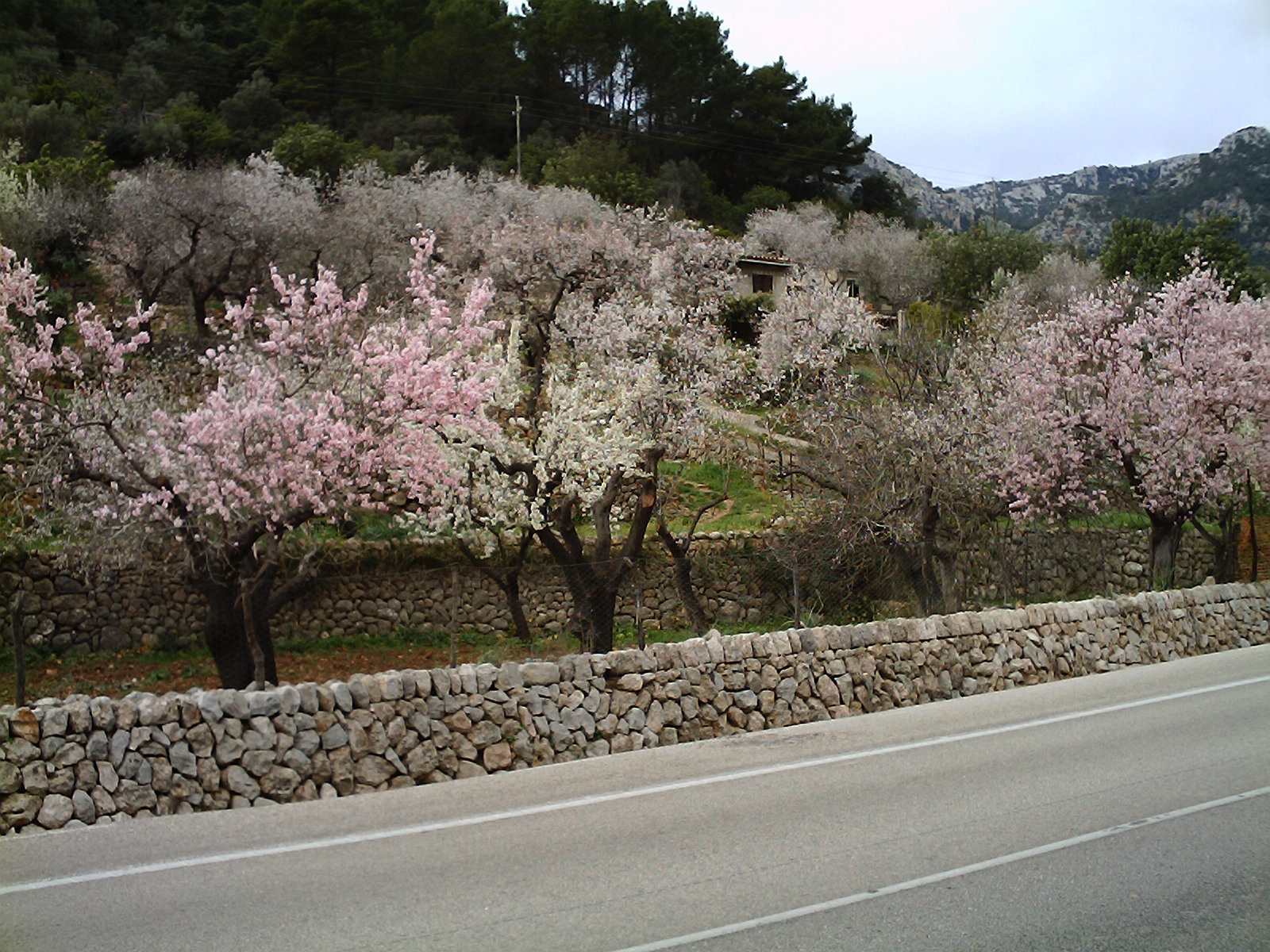
Flor d'ametller, febrer 2006.
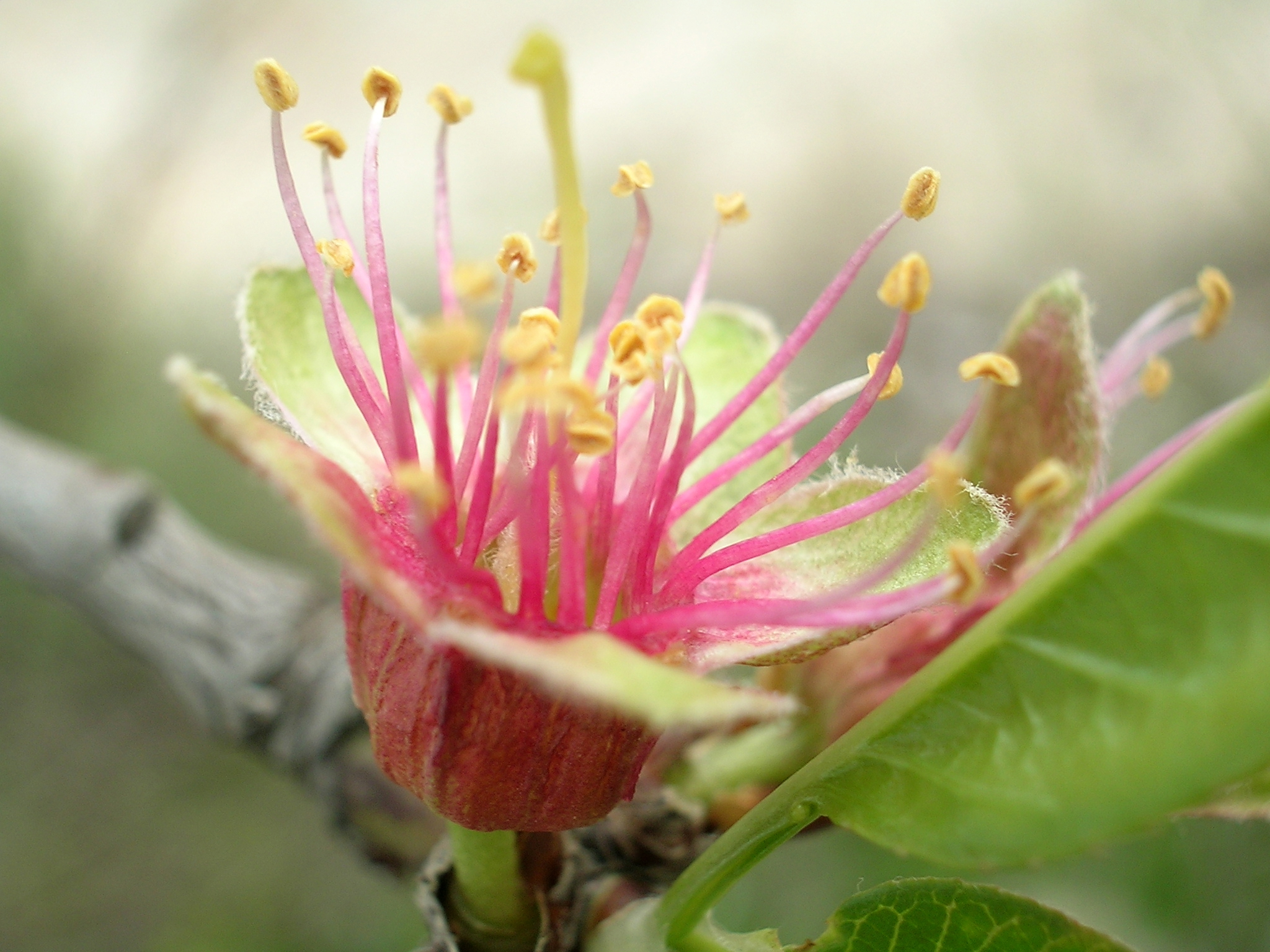
Flor d'ametler nova, febrer 2007
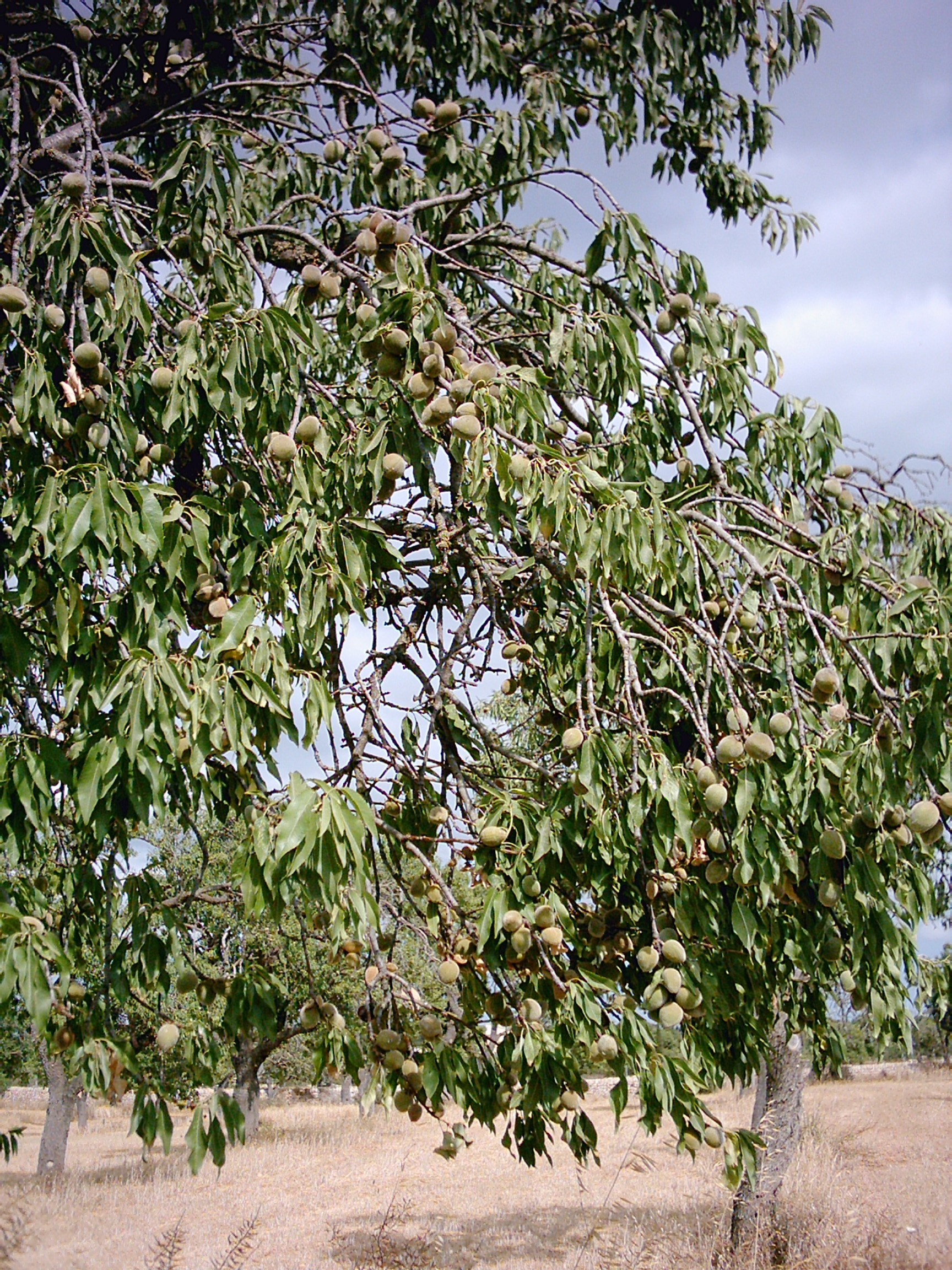
Ametlles a l'arbre, juliol 2005
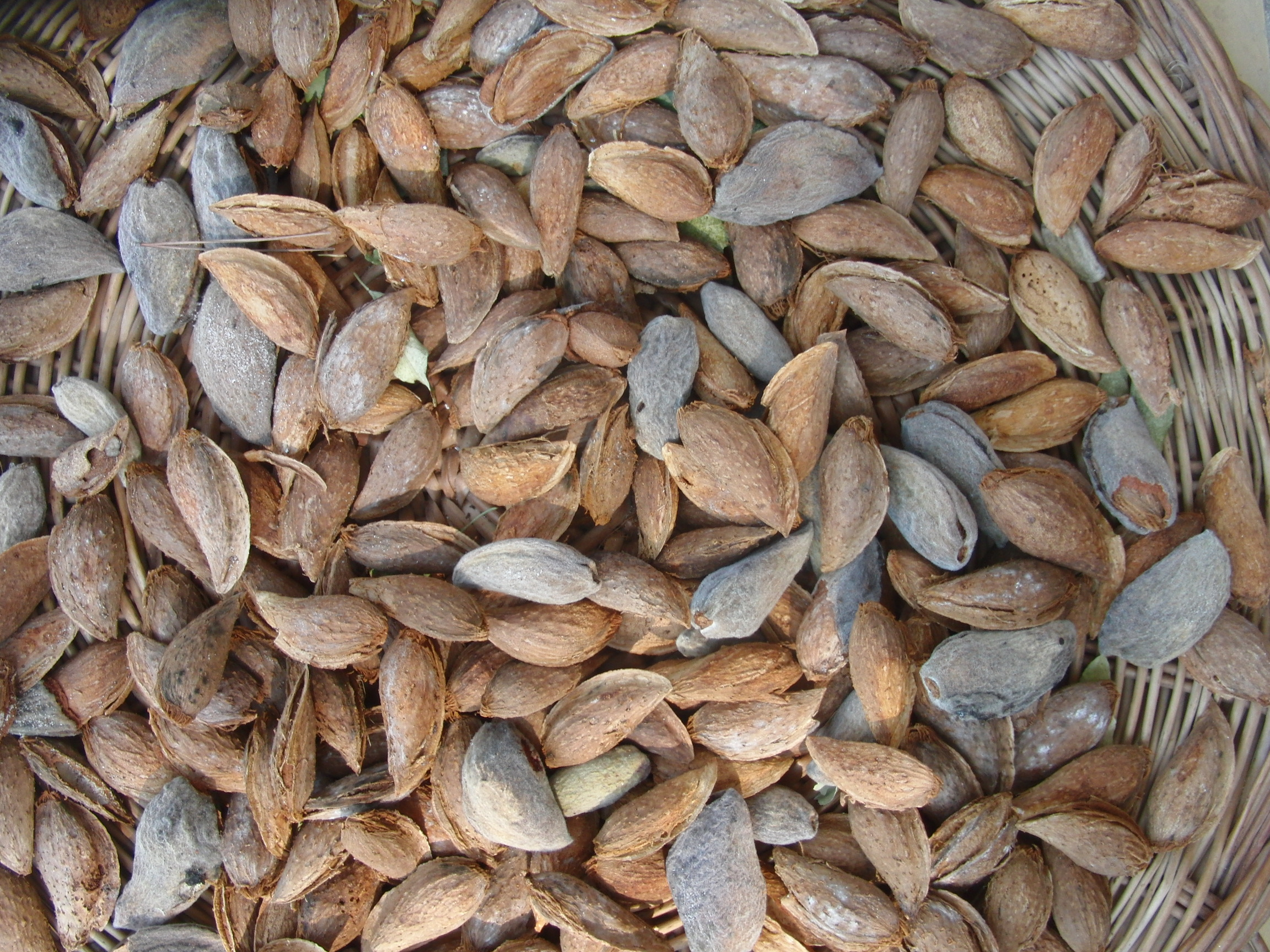
'Fitas' d' Eivissa